# Сен-Никола (Италия)
Сен-Никола́ (фр. Saint-Nicolas) — коммуна в Италии, располагается в автономном регионе Валле-д’Аоста.
Население составляет 331 человек (2008 г.), плотность населения составляет 22 чел./км². Занимает площадь 15 км². Почтовый индекс — 11010. Телефонный код — 0165.
Покровителем коммуны почитается святитель Николай Мирликийский, чудотворец, празднование 9 мая.

## Демография
Динамика населения:

## Галерея

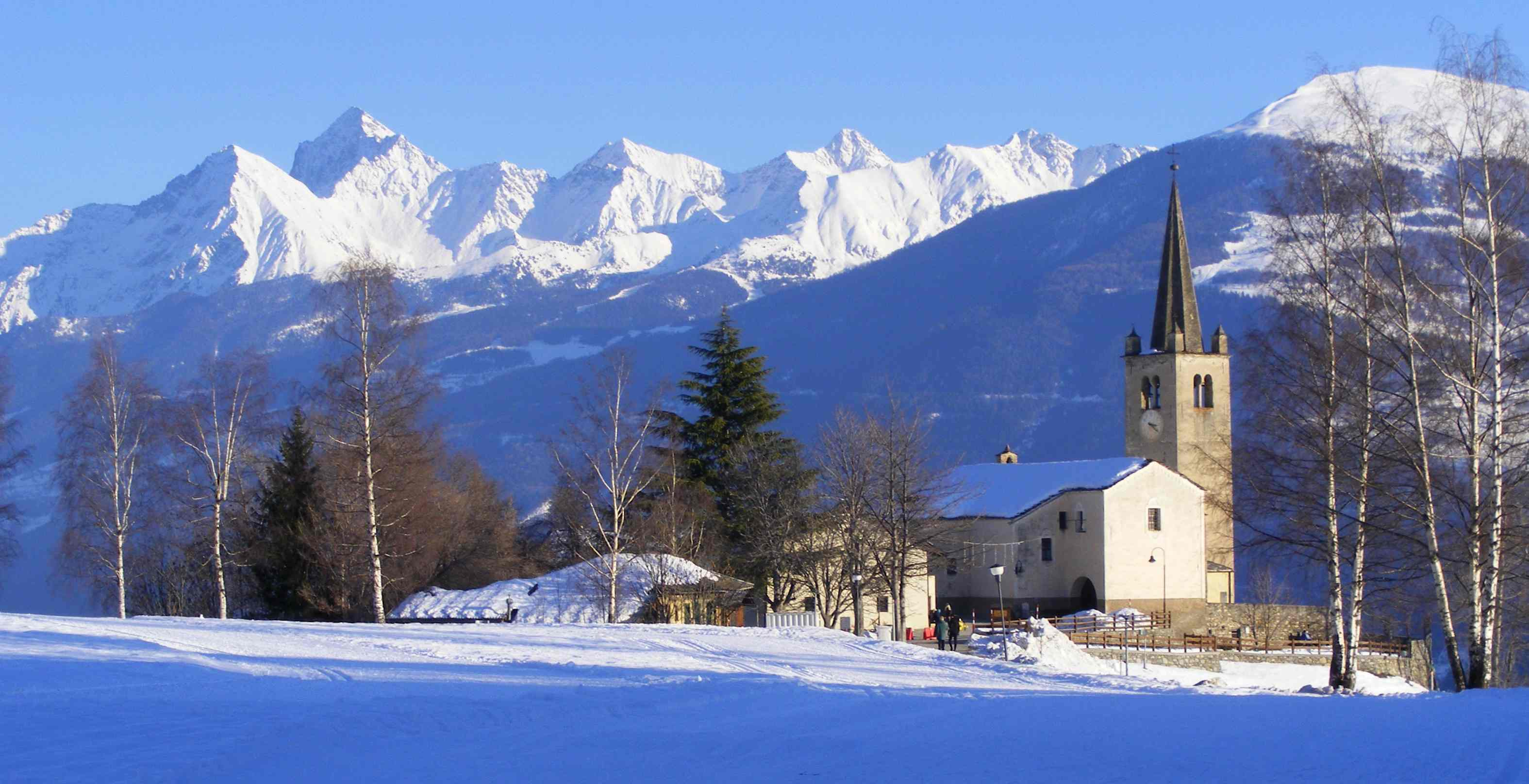
Панорама с храмом
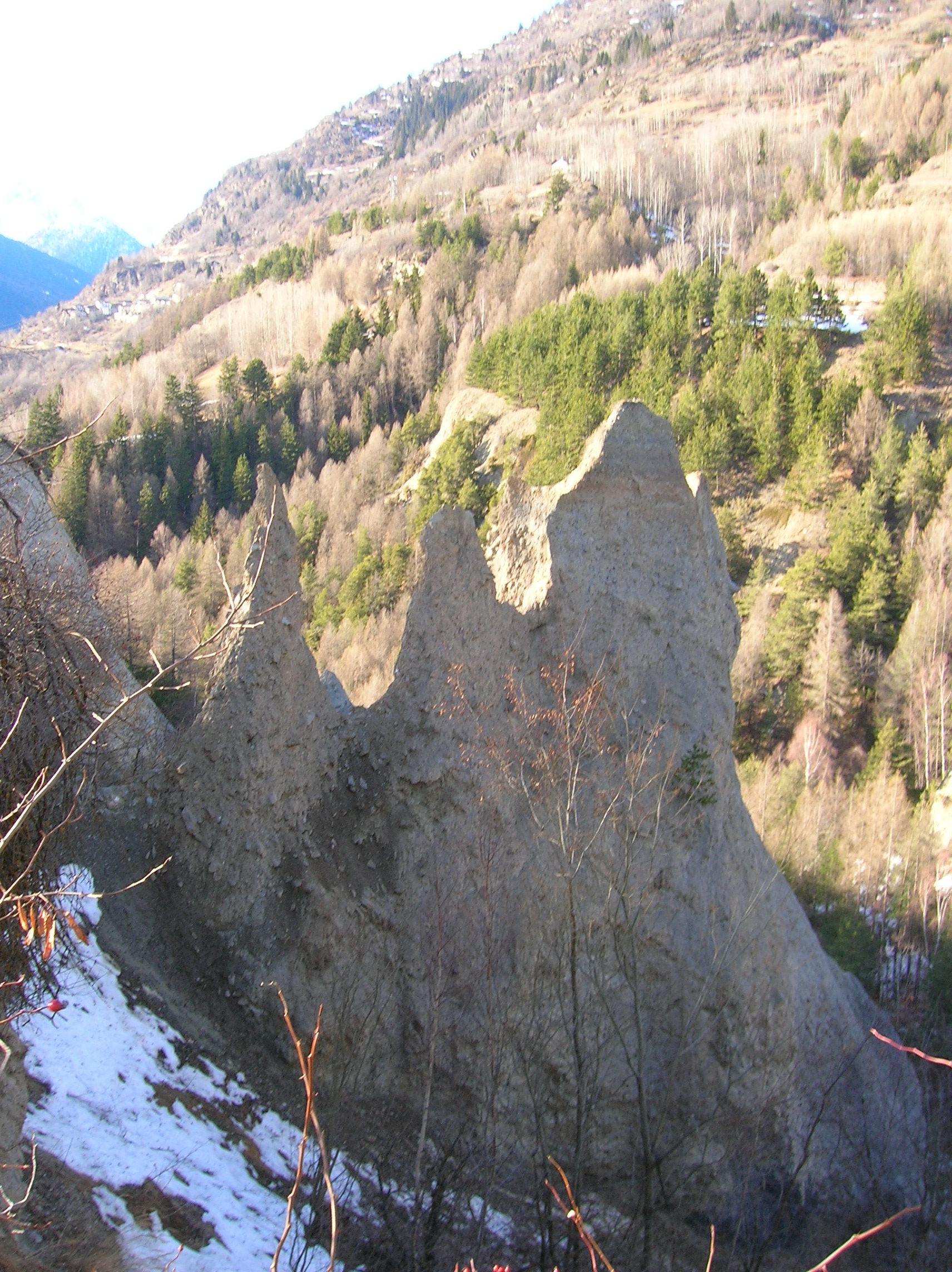
"Земляные пирамиды"